# Huta Krzeszowska
Huta Krzeszowska (do 11 stycznia 1963 Huta Plebańska) – wieś w Polsce położona w województwie podkarpackim, w powiecie niżańskim, w gminie Harasiuki, jest też sołectwem w gminie Harasiuki oraz siedzibą parafii rzymskokatolickiej.

## Historia
Kościół w Hucie Krzeszowskiej zbudowany został w 1766. W 1827 we wsi mieszkało 704 osoby w 93 domach. W dniu 21 marca 1863 doszło do potyczki w rejonie Huty Krzeszowskiej między powstańcami z oddziału płka Leona Czechowskiego a wojskami armii carskiej. Porażka, zakończyła odwrót oddziału powstańczego, przekroczenie granicy austriackiej i rozbrojenie. W 1864 w wyniku uwłaszczenia chłopów przeprowadzonego na mocy ukazu cara Aleksandra II Romanowa z 2 marca 1864 ziemia i budynki posiadane przez mieszkańców (chłopów) Huty Krzeszowskiej stały się ich własnością. Zniesiona została również pańszczyzna. Dotychczasowemu feudałowi pozostała w Hucie Krzeszowskiej ziemia folwarczna należąca do Ordynacji Zamojskiej.
W 1939, czasie agresji III Rzeszy na Polskę żołnierze niemieccy po zajęciu Huty Krzeszowskiej, 15 września w bramie przed kościołem zabili księdza Antoniego Czamarskiego. Pretekstem była jego współpracy z żołnierzami Wojska Polskiego.
W 1943 roku oddział Gwardii Ludowej im. Jarosława Dąbrowskiego dowodzony przez Antoniego Palenia zlikwidował posterunek policji niemieckiej (zginęło czterech policjantów) i zniszczył urząd gminy paląc rejestry i dokumenty kontyngentowe.
W latach 1921–1954 miejscowość była siedzibą gminy Huta Krzeszowska. W latach 1954–1972 wieś należała i była siedzibą władz gromady Huta Plebańska. W latach 1975–1998 miejscowość administracyjnie należała do województwa tarnobrzeskiego.
W miejscowości był przystanek kolejowy Huta Krzeszowska.

## Nazwa
Nazwa Huta Krzeszowska jest historycznie niejednoznaczna i może dotyczyć różnych jednostek w zależności od okresu czasowego. Do 1948 roku mianem Huta Krzeszowska (czyli Huta koło Krzeszowa) oznaczana skupisko czterech wsi: Huta Plebańska, Huta Podgórna, Huta Nowa i Huta Stara. Tak też nazywała się gmina, istniejąca w latach 1867–1954. W 1933 roku utworzono gromadę Huta w gminie Huta Krzeszowska, składającą się z czterech powyższych wsi. 30 października 1948 gromadę Huta podzielono na cztery gromady: Huta Plebańska, Huta Podgórna, Huta Nowa i Huta Stara. W związku ze zniesieniem gmin jesienią 1954 wszystkie cztery dotychczasowe gromady weszły w skład nowo utworzonej gromady Huta Plebańska z siedzibą w Hucie Plebańskiej. 11 stycznia 1963 wieś Huta Plebańska przemianowano na Huta Krzeszowska, a więc jedna z czterech wsi przejęła miano, którym wcześniej określano wszystkie cztery wsie skupiska Huty (po zmianie nazwy siedziby, także gromada Huta Plebańska zmieniła nazwę na Huta Krzeszowska).
Podsumowując, do 1948 roku nazwa Huta Krzeszowska odnosiła się do skupiska czterech wsi: Huta Plebańska, Huta Podgórna, Huta Nowa i Huta Stara (ponadto do 1954 do gminy, biorącej nazwę od tego skupiska), a od 1963 już tylko do jednej miejscowości – Huty Plebańskiej (ponadto w latach 1963–1972 do gromady biorącej od niej nazwę). W latach 1954–1963 nazwa Huta Krzeszowska nie miała formalnego zastosowania.

## Części wsi
| SIMC    | Nazwa | Rodzaj    |
| ------- | ----- | --------- |
| 0793213 | Szady | część wsi |